# Polillo, Quezon
Polillo là một đô thị cấp hai ở tỉnh Quezon, Philippines. Đô thị này tọa lạc trên đảo Polillo ở biển Philippines và bị chia tách so với lục địa chính của đảo Luzon quan eo biển Polillo. Theo điều tra dân số năm 2007, đô thị này có dân số 27.912 people.

## Các đơn vị hành chính
Polillo, về mặt hành chính, được chia thành 20 khu phố (barangay).
| - Anawan - Atulayan - Balesin - Bañadero - Binibitinan - Bislian - Bucao - Canicanian - Kalubakis - Languyin | - Libjo - Pamatdan - Pilion - Pinaglubayan - Poblacion - Sabang - Salipsip - Sibulan - Taluong - Tamulaya-Anibong |